# Universitatea Complutense din Madrid
Universitatea Complutense din Madrid (în spaniolă Universidad Complutense de Madrid sau Universidad de Madrid, în latină Universitas Complutensis) este o universitate publică din Madrid și una dintre cele mai vechi universități în funcțiune. Universitatea are peste 86.000 de studenți și este considerată una dintre universitățile de top din Spania. Se află într-un campus care ocupă întregul district Ciudad Universitaria al orașului Madrid, cu anexe în districtul Somosaguas din orașul vecin Pozuelo de Alarcón.